# Першинская (муниципальное образование «Муравьёвское»)
Першинская — деревня в Вельском районе Архангельской области России. Входит в состав Муравьёвского сельского поселения (муниципальное образование «Муравьёвское»).

## География
Деревня расположена на левом берегу реки Большая Чурга, притоке реки Вага. Поблизости находятся две нежилые деревни Муравьёвского сельского поселения — Данилковская и Фёдоровская. Деревня Першинская является самым северным населённым пунктом сельского поселения, а расстояние до административного центра, деревни Вороновская, составляет 17 км по прямой, или 20 км на автотранспорте.

## История
Указана в «Списке населённых мест по сведениям 1859 года» в составе Вельского уезда (2-го стана) Вологодской губернии под номером «2541» как «Першинскiй Починокъ (Посадъ Заручевье)». Насчитывала 8 дворов, 28 жителей мужского пола и 33 женского.
В материалах оценочно-статистического исследования земель Вельского уезда упомянуто, что в 1900 году в административном отношении деревня входила в состав Пакшинского сельского общества Устьвельской волости. На момент переписи в селении Першинскiй Починокъ(Рамевье) находилось 7 хозяйств, в которых проживало 19 жителей мужского пола и 23 женского.
В деревне находилась Церковь Спаса Всемилостивого — кирпичная церковь, построенная в 1865—1873 на правом берегу ручья Коробов. Четверик, перекрытый купольным сводом с главкой, с трапезной и колокольней. Закрыта в 1930, в 1937 продана на кирпич.

## Население
| 2002 | 2010 | 2012 | 2014 |
| ---- | ---- | ---- | ---- |
| 8    | ↘4   | ↗16  | ↘14  |

| Население                            | на 1 января 2010 года |
| ------------------------------------ | --------------------- |
| В возрасте до 16 лет                 | 2                     |
| Трудовые ресурсы (из них работающих) | 10 (6)                |
| Пенсионеры                           | 4                     |
| Всего                                | 16                    |
| Прибыло / выбыло (за год)            | 4 / 1                 |
| Родилось / умерло (за год)           | 0 / 0                 |

## Инфраструктура
Жилищный фонд деревни составляет 0,476 тыс. м². Объекты социальной сферы и стационарного торгового обслуживания населения на территории населённого пункта отсутствуют. Налажено автобусное транспортное сообщение с административным центром района.

## Достопримечательности
Часовня Георгия Победоносца — построенная предположительно в 1734 году, деревянная часовня, обшитая тесом. Прямоугольный сруб с перерубом, изначально завершавшийся двускатной кровлей. Во второй половине XIX в., при реконструкции, увенчана малым восьмериком и изменён декор. Закрыта в 1930-х, восьмерик сломан. Длительное время была занята магазином, затем пустовала. В 2013—2014 годах восстановлена и передана верующим.. 11 февраля 2018 года часовня была повреждена при пожаре и полностью разобрана 20 апреля. Летом 2018 года построена полностью новая часовня на месте бывшей.

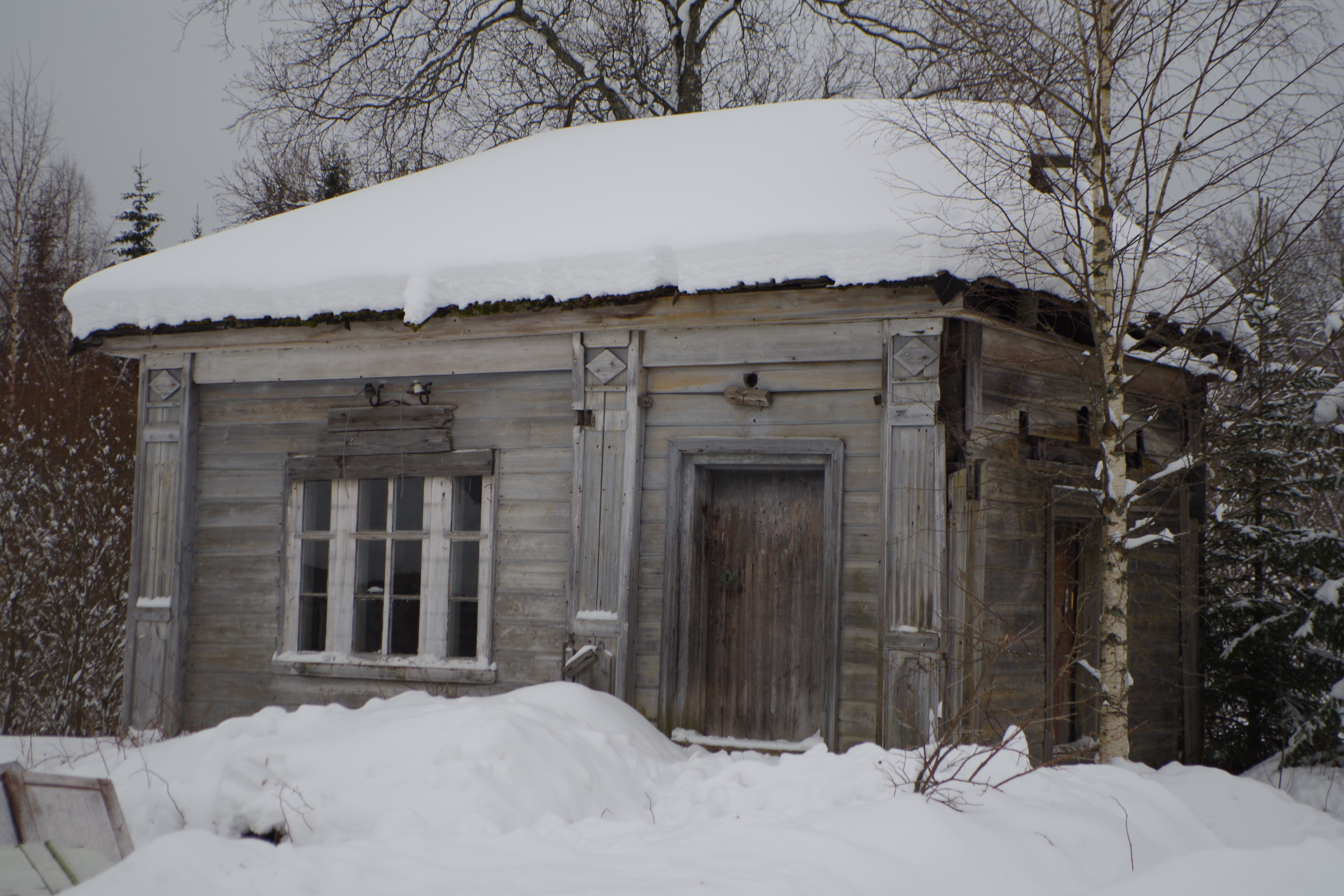
Вид часовни до ремонта, 11 февраля 2013 года.
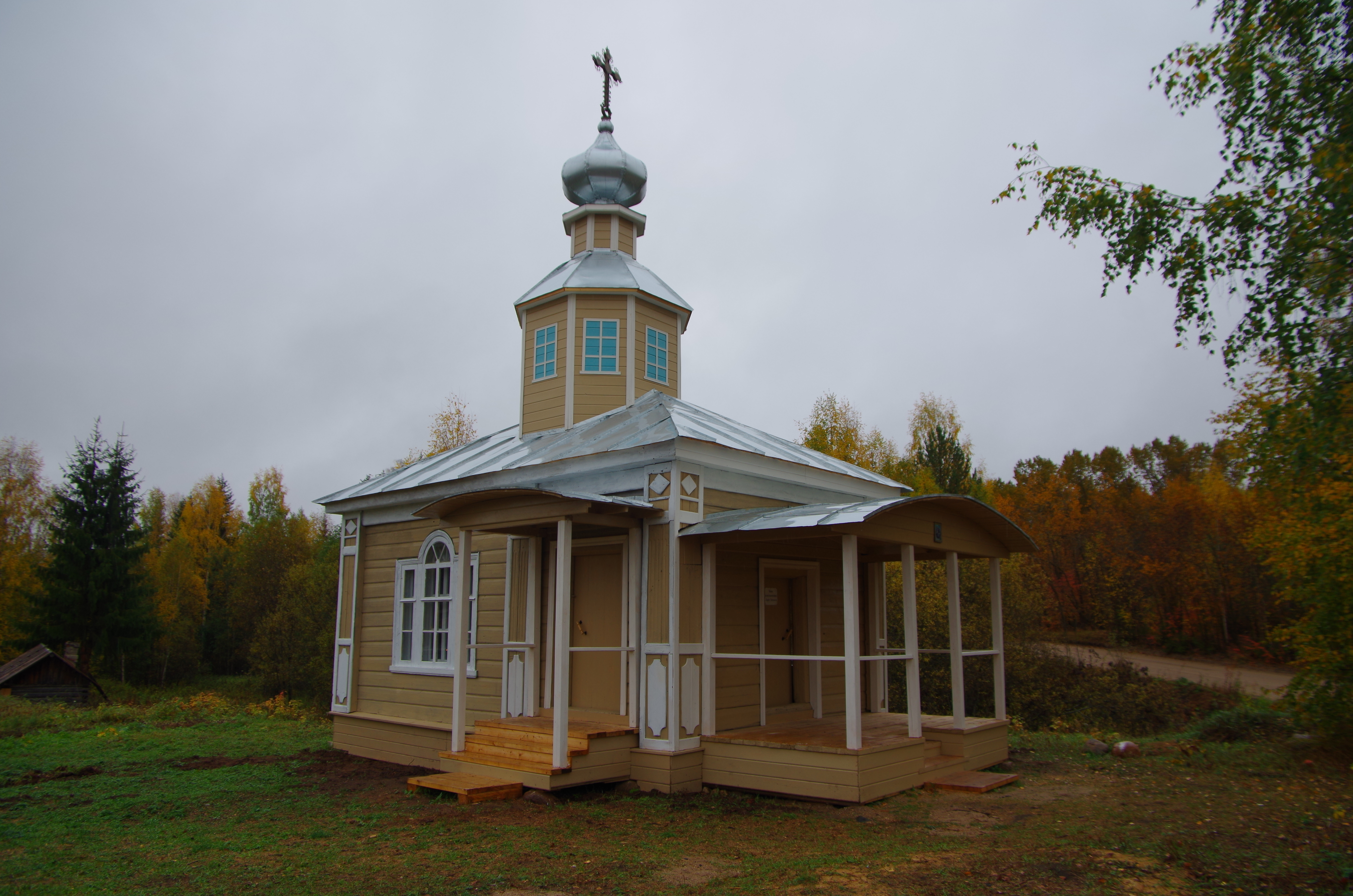
Георгиевская часовня, 26 сентября 2013 года.

Дом с росписью мастеров Петровских — жилой дом, на фронтоне которого сохранились росписи семьи потомственных живописцев из деревни Чурковская Воскресенского сельского общества Благовещенской волости Шенкурского уезда, которые расписали несколько десятков домов в Вельском районе. Дом росписан характерным «морозным» узором, портретами, а также изображениями геральдических животных — единорога и льва.

### Спасов День
С начала 19-го века и до 1920-х годов 1 августа(по старому стилю) в д. Першинской проходило празднование Спасова дня. По преданию в Раменье по реке Чурга приплыла икона Спаса Вседержителя и пристала к берегу как раз в этом месте. На празднование собиралось много народа, не только из Вельского уезда, но и из Вологодской губернии и уездов Кириловского, Каргопольского и Шенкурского. Праздник собирал до 10-15 тысяч человек. В Георгиевской часовне, а после 1873 года в построенной Раменской Спасской церкви служился молебен, после которого совершался крестный ход к реке Большая Чурга, где все желающие исцеления могли окунуться и искупаться.
14 августа 2014 года традиция празднования Спасова дня вновь была возобновлена.